# Neil Diamond
Neil Diamond (New York, 1941. január 24. –) Grammy- és Golden Globe-díjas amerikai énekes-dalszerző, zenész és színész.
Diamond ismert és sikeres zenész. 1984-ben beiktatták a Songwriters Hall of Fame-be, 2011-ben pedig a Rock and Roll Hall of Fame-be. 2000-ben megkapta a Sammy Cahn Lifetime Achievement Award életműdíjat, 2018-ban pedig a Grammy Lifetime Achievement Award életműdíjat.
New Yorkban, Brooklynban született lengyel-orosz zsidó családban.

## Diszkográfia
Stúdióalbumok
- 1966 – The Feel of Neil Diamond
- 1967 – Just for You
- 1968 – Velvet Gloves and Spit
- 1969 – Brother Love's Travelling Salvation Show (később Sweet Caroline címmel adták ki újra)
- 1969 – Touching You, Touching Me
- 1970 – Tap Root Manuscript
- 1971 – Stones
- 1972 – Moods
- 1973 – Jonathan Livingston Seagull (soundtrack)
- 1974 – Serenade
- 1976 – Beautiful Noise
- 1977 – I'm Glad You're Here With Me Tonight
- 1978 – You Don't Bring Me Flowers
- 1979 – September Morn
- 1980 – The Jazz Singer (soundtrack)
- 1981 – On the Way to the Sky
- 1982 – Heartlight
- 1984 – Primitive
- 1986 – Headed for the Future
- 1988 – The Best Years of Our Lives
- 1991 – Lovescape
- 1992 – The Christmas Album
- 1993 – Up on the Roof: Songs from the Brill Building
- 1994 – The Christmas Album, Volume II
- 1996 – Tennessee Moon
- 1998 – The Movie Album: As Time Goes By
- 2001 – Three Chord Opera
- 2005 – 12 Songs
- 2008 – Home Before Dark
- 2009 – A Cherry Cherry Christmas
- 2010 – Dreams
- 2013 – Classic Christmas Album
- 2014 – Melody Road
- 2016 – Acoustic Christmas

## Filmjei
| Év   | Eredeti cím     | Szerep     | Jegyzetek | Magyar cím |
| ---- | --------------- | ---------- | --------- | ---------- |
| 1980 | The Jazz Singer | Jess Robin |           |            |

## Fordítás
- Ez a szócikk részben vagy egészben  a   Neil Diamond című német Wikipédia-szócikk fordításán alapul.  Az eredeti cikk szerkesztőit annak laptörténete sorolja fel. Ez a jelzés csupán a megfogalmazás eredetét és a szerzői jogokat jelzi, nem szolgál a cikkben szereplő információk forrásmegjelöléseként.